# Iginio Straffi
Iginio Straffi, né le 30 mai 1965 à Gualdo, dans la province de Macerata, est un réalisateur, producteur et animateur de télévision italien. Président et fondateur de studio d'animation Rainbow, il est surtout connu pour être le créateur et directeur des séries de dessins animés Winx Club et Huntik : À la recherche des Titans.

## Biographie
Iginio Straffi a commencé sa carrière en Italie en tant que dessinateur dans plusieurs magazines et maisons d'édition (il a dessiné un épisode de Nick Raider, publié par Bonelli). Plus tard, il décide de se consacrer à l'animation et se rendit en France et au Luxembourg, où il a travaillé sur plusieurs productions cinématographiques.
De retour en Italie, il offre son expérience en 1995 et a fondé le Rainbow dans le but de produire des produits multimédias (dessins animés) pour les enfants. Il a dirigé plusieurs séries télévisées (d'animation) : Tommy & Oscar, Persil, jusqu'à la réussite de la série Winx Club. 
Ce programme a connu un grand succès, d'abord auprès du public féminin en Italie puis dans plusieurs autres pays dans le monde. Plusieurs produits dérivés sont créés tels que des magazines, poupées, vêtements, etc. Après Winx Club, Straffi a conçu et dirigé Monster allergie (série d'animation), Huntik et Poppixie.
C'est également l'auteur et le réalisateur de trois films : Winx Club - Le Secret du Royaume Perdu sorti en 2007, Winx Club 3D - aventure magique sorti le 29 octobre 2010 et Winx Club : le Mystère des Abysses (Winx Club : Il Mistero degli Abissi), sorti en Italie le 4 septembre 2014.
En 2016 il crée Regal Academy : L'Académie royale.